# Cetatea Kisvár din Miercurea Ciuc
Cetatea Kisvár din Miercurea Ciuc este un sit arheologic aflat pe teritoriul municipiului Miercurea Ciuc. În Repertoriul Arheologic Național, monumentul apare cu codul 83366.03.
Ansamblul este format din patru monumente:
- Locuire (cod LMI HR-I-m-A-12643.01)
- Locuire (cod LMI HR-I-m-A-12643.02)
- Fortificație de lemn (palisadă) (cod LMI HR-I-m-A-12643.03)
- Descoperire (cod LMI HR-I-m-A-12643.04)

## Locuire
Platoul, ușor înclinat spre SSV, are o formă relativ ovală, cu dimensiunile de 100 m pe axa est-vest și 40 m pe axa nord-sud. Pe laturile de NV, V și SE fortificația s-a păstrat destul de bine și constă dintr-un zid de piatră legat cu pământ. Lungimea tot
Platoul, ușor înclinat spre SSV, are o formă relativ ovală, cu dimensiunile de 100 m pe axa est-vest și 40 m pe axa nord-sud. Pe laturile de NV, V și SE fortificația s-a păstrat destul de bine și constă dintr-un zid de piatră legat cu pământ. Lungimea tot

## Fortificație de lemn (palisadă)
Platoul, ușor înclinat spre SSV, are o formă relativ ovală, cu dimensiunile de 100 m pe axa est-vest și 40 m pe axa nord-sud. Pe laturile de NV, V și SE fortificația s-a păstrat destul de bine și constă dintr-un zid de piatră legat cu pământ. Lungimea tot